# Фридрих Фердинанд (Анхалт-Кьотен)
Фридрих Фердинанд фон Анхалт-Кьотен (на немски: Herzog Friedrich Ferdinand von Anhalt-Köthen; * 25 юни 1769, Плес; † 23 август 1830, Кьотен) от род Аскани, е княз на Анхалт-Плес (1797 – 1818), управляващ херцог на Анхалт-Кьотен (1818 – 1830) и пруски генерал-лейтенант.

## Биография
Той е вторият син на княз Фридрих Ердман фон Анхалт-Кьотен-Плес (1731 – 1797) и съпругата му графиня Луиза Фердинанда цу Щолберг-Вернигероде (1744 – 1784), дъщеря на граф Хайнрих Ернст фон Щолберг-Вернигероде (1716 – 1778) и втората му съпруга принцеса Кристиана Анна Агнес фон Анхалт-Кьотен (1726 – 1790), по-голямата сестра на баща му Фридрих Ердман.
По-големият му брат Емануел Ернст Ердман (1768 – 1808) е слабоумен. Сестра му Анна Емилия (1770 – 1830) е наследничка на Плес. По-малките му братя са Хайнрих (1778 – 1847), херцог на Анхалт-Кьотен, Кристиан Фридрих (1780 – 1813), убит в битката при Кулм, и Лудвиг (1783 – 1841), княз на Анхалт-Кьотен-Плес.
Фридрих Фердинанд влиза през 1786 г. в пруската войска и прави бързо кариера. Участва в Първата Коалиционна война от 1792 до 1794 г., става майор, три пъти е ранен и получава орден Pour le Mérite.
През есента на 1806 г. Фердинанд начело на своя регимент воюва против Франция. Обиден той напуска войската през 1813 г., живее отново в Плес и пътува в Холандия и Франция. Фридрих Вилхелм III го награждава през 1816 г. с ордена Черен орел.
На 16 декември 1818 г. Фердинанд получава управлението на Херцогство Анхалт-Кьотен след смъртта на племенника му 2. град, малолетния херцог Лудвиг фон Анхалт-Кьотен (1802 – 1818). Тогава той дава господството Плес на брат си Хайнрих. През 1819 г. Фридрих Вилхелм III го прави генерал-лайтенант и го награждава с Железния кръст II. класа.
Фердинанд се интересува преди всичко от овцевъдство, понеже вълната е важна в износа на Анхалт-Кьотен. По време на пътуване до Париж Фердинанд и втората му съпруга Юлия стават през 1825 г. католици.
Фридрих Фердинанд умира бездетен на 23 август 1830 г. на 61 години в Кьотен и е погребан в криптата на „църквата Мария“. Управлението поема брат му Хайнрих. Вдовицата на Фердинанд, Юлия придружена от дворцовия каплан Беккс, се установява във Виена.

## Фамилия
Първи брак: на 20 август 1803 г. в Линденау с принцеса Луиза фон Шлезвиг-Холщайн-Зондербург-Бек (* 28 септември 1783, Линденау; † 24 ноември 1803, Плес), дъщеря на херцог Фридрих Карл Лудвиг фон Шлезвиг-Холщайн-Зондербург-Бек (1757 – 1816) и графиня Фридерика фон Шлибен (1757 – 1827). Те нямат деца.
Втори брак: на 20 май 1816 г. в Берлин с графиня Юлия фон Бранденбург (* 4 януари 1793, Нойшател; † 29 януари 1848, Виена), незаконна дъщеря на пруския крал Фридрих Вилхелм II (1744 – 1797) и графиня София фон Дьонхоф (1768 – 1838). Бракът е бездетен.
- Първата му съпруга, Луиза фон Шлезвиг-Холщайн-Зондербург-Бек
- Втората му съпруга, Юлия фон Бранденбург